# Enemy Agent
Enemy Agent è un film del 1940 diretto da Lew Landers.

## Trama
Lester Taylor fa parte di una rete di spie nemiche che fa capo a Jeffrey Arnold. Per sviare i sospetti su di lui, incaricato di impossessarsi dei piani di una fortezza volante e di una bomba sperimentale, Taylor nasconde una microcamera nell'armadietto di Jimmy Saunders, un giovane ingegnere che lavora alla base. Il ritrovamento dell'apparecchio fa credere all'FBI di aver messo le mani su una delle spie e Jimmy viene arrestato. Ma non ci sono prove della sua colpevolezza e Saunders viene rilasciato. Licenziato, non riesce più a trovare un lavoro. Sospettando di Taylor, si introduce nel suo appartamento dove trova foto dei piani segreti. Scoperto da Taylor, Jimmy finisce in carcere dove lo viene a visitare Peggy O'Reilly, una cameriera della mensa, alla quale lui confida che esistono le prove della propria innocenza. La ragazza racconta la cosa a Irene, la donna che gestisce la mensa frequentata anche da Taylor. Irene va a cercare le foto in casa della spia: dopo averle trovate, informa Taylor che Jimmy lo accusa di essere una spia. Il giovane ingegnere viene scarcerato ma, fuori, lo attendono gli scagnozzi di Arnold, che vuole farlo sparire. Irene si reca da Arnold, offrendogli i piani rubati ma lui finisce per minacciarla. Ubriachi, alcuni amici di Irene si mettono a giocare a football: in realtà, sono agenti federali che usano quel sotterfugio per poter prendere a sorpresa gli uomini di Arnold. Jimmy, di cui è riconosciuta l'innocenza, viene liberato. Adesso può riprendere il proprio lavoro alla base e sposare Peggy.

## Produzione
La lavorazione del film, prodotto dall'Universal Pictures, ebbe inizio a metà gennaio 1940. Per il film, girato in bianco e nero, venne usato come sonoro il sistema Western Electric Mirrophonic Recording.

## Distribuzione
Il copyright del film, richiesto dalla Universal Pictures Co., fu registrato il 28 marzo 1940 con il numero LP9505.
Distribuito dall'Universal Pictures, il film uscì nelle sale cinematografiche statunitensi il 19 aprile 1940. Nello stesso anno, fu distribuito anche in Australia (15 agosto) e in Messico (2 novembre, come Espionaje siniestro).